# WSMV-TV
WSMV-TV est une station de télévision américaine située à Nashville (Tennessee) appartenant à Meredith Corporation et affiliée au réseau NBC.

## Télévision numérique terrestre
| Chaîne | Image | Ratio | Programmation                             |
| ------ | ----- | ----- | ----------------------------------------- |
| 4.1    | 1080i | 16:9  | Programmation principale WSMV-TV / NBC HD |
| 4.2    | 480i  | 16:9  | Court TV Mystery (en)                     |
| 4.3    | 480i  | 16:9  | Cozi TV                                   |
| 4.4    | 480i  | 16:9  | Court TV (en)                             |